# Kārlis Skrastiņš
Kārlis Skrastiņš, född 9 juli 1974 i Riga, Lettiska SSR, Sovjetunionen, död 7 september 2011 utanför Jaroslavl, Ryssland, var en lettisk ishockeyspelare.
Skrastiņš var back och spelade i Lokomotiv Jaroslavl i KHL. Han spelade 12 säsonger i NHL, för Dallas Stars, Florida Panthers, Colorado Avalanche och Nashville Predators. Han draftades som nummer 230 i 1998 års NHL-draft av Nashville. I Colorado kom han att hyllas efter att ha spelat i över 495 matcher i rad, vilket är det längsta sviten någonsin för en back i NHL. Han kännetecknas bäst som extremt defensiv back som håller rent framför eget mål. Innan han gick över till NHL säsongen 1998/1999 spelade Skrastiņš i TPS Åbo i finska FM-ligan under tre säsonger. Skrastiņš har även representerat Lettlands landslag vid ett flertal tillfällen.

## Landslagskarriär
Skrastiņš var med redan i den första landskampen som Lettland spelade efter självständigheten 1992, och var sedan en av de viktigaste spelarna i landslaget. 2010 var han lagkapten under OS-turneringen i Vancouver.

## Död
Skrastiņš avled i flygolyckan den 7 september 2011 där hela Lokomotiv Jaroslavls hockeylag omkom. Flygplanet havererade i staden Jaroslavl klockan 16:05 MSK under en flygning mellan Tunosjna flygplats (IAR) och Minsk-1 (MHP). Hans lag Lokomotiv Jaroslavl var på väg till en bortamatch i Minsk. Efter att planet lyfte från flygplatsen kunde det inte nå tillräckligt hög höjd och flög in i en ledning innan det havererade i floden Volga.

## Statistik

### Klubbkarriär
| 1991–92    | Pardaugava Riga     | LHL        | 16  | 7  | 6   | 13  | 10  | —  | — | —  | —  | —  |
| 1992–93    | Pardaugava Riga     | LHL        | 10  | 7  | 2   | 9   | 12  | —  | — | —  | —  | —  |
| 1992–93    | Pardaugava Riga     | RSL        | 40  | 3  | 5   | 8   | 16  | 2  | 0 | 0  | 0  | 0  |
| 1993–94    | Pardaugava Riga     | RSL        | 42  | 7  | 5   | 12  | 18  | 2  | 1 | 0  | 1  | 4  |
| 1994–95    | Pardaugava Riga     | RSL        | 52  | 4  | 14  | 18  | 69  | —  | — | —  | —  | —  |
| 1995–96    | TPS                 | SM-l       | 50  | 4  | 11  | 15  | 32  | 11 | 2 | 2  | 4  | 10 |
| 1996–97    | TPS                 | SM-l       | 50  | 2  | 8   | 10  | 20  | 12 | 0 | 4  | 4  | 2  |
| 1997–98    | TPS                 | SM-l       | 48  | 4  | 15  | 19  | 67  | 4  | 0 | 0  | 0  | 0  |
| 1998–99    | Nashville Predators | NHL        | 2   | 0  | 1   | 1   | 0   | —  | — | —  | —  | —  |
| 1998–99    | Milwaukee Admirals  | IHL        | 75  | 8  | 36  | 44  | 47  | 2  | 0 | 1  | 1  | 2  |
| 1999–00    | Nashville Predators | NHL        | 59  | 5  | 6   | 11  | 20  | —  | — | —  | —  | —  |
| 1999–00    | Milwaukee Admirals  | IHL        | 19  | 3  | 8   | 11  | 10  | —  | — | —  | —  | —  |
| 2000–01    | Nashville Predators | NHL        | 82  | 1  | 11  | 12  | 30  | —  | — | —  | —  | —  |
| 2001–02    | Nashville Predators | NHL        | 82  | 4  | 13  | 17  | 36  | —  | — | —  | —  | —  |
| 2002–03    | Nashville Predators | NHL        | 82  | 3  | 10  | 13  | 44  | —  | — | —  | —  | —  |
| 2003–04    | Colorado Avalanche  | NHL        | 82  | 5  | 8   | 13  | 26  | 11 | 0 | 2  | 2  | 2  |
| 2004–05    | HK Riga 2000        | BLR        | 34  | 8  | 17  | 25  | 30  | 3  | 0 | 0  | 0  | 25 |
| 2004–05    | HK Riga 2000        | LHL        | 4   | 0  | 4   | 4   | 0   | 9  | 3 | 10 | 13 | 33 |
| 2005–06    | Colorado Avalanche  | NHL        | 82  | 3  | 11  | 14  | 65  | 9  | 0 | 1  | 1  | 10 |
| 2006–07    | Colorado Avalanche  | NHL        | 68  | 0  | 11  | 11  | 30  | —  | — | —  | —  | —  |
| 2007–08    | Colorado Avalanche  | NHL        | 43  | 1  | 3   | 4   | 20  | —  | — | —  | —  | —  |
| 2007–08    | Florida Panthers    | NHL        | 17  | 1  | 0   | 1   | 12  | —  | — | —  | —  | —  |
| 2008–09    | Florida Panthers    | NHL        | 80  | 4  | 14  | 18  | 30  | —  | — | —  | —  | —  |
| 2009–10    | Dallas Stars        | NHL        | 79  | 2  | 11  | 13  | 24  | —  | — | —  | —  | —  |
| 2010–11    | Dallas Stars        | NHL        | 74  | 3  | 5   | 8   | 38  | —  | — | —  | —  | —  |
| NHL totalt | NHL totalt          | NHL totalt | 832 | 32 | 104 | 136 | 375 | 20 | 0 | 3  | 3  | 12 |